# 米特里-克莱站
米特里-克莱站（法語：Gare de Mitry - Claye），是法国的一个铁路车站，属于大区快铁B线B5支线。开通于1861年8月31日，位于塞纳-马恩省米特里-莫里。属于第五收费区（法語：Zone 5），此外本站同时服务于克莱-苏伊。